# Gestion des déchets dans le Loiret

Le département du Loiret (en rouge) sur une carte de France

La gestion des déchets dans le Loiret couvre les actions de collecte et de traitement des déchets produits dans le département français du Loiret et pour certains types de déchets produits en dehors du département. Le traitement des déchets comprend la prévention de la production de déchets, la préparation des déchets en vue de leur réemploi, le recyclage, la valorisation (notamment énergétique) et enfin l'élimination de manière sûre et dans des conditions respectueuses de l’environnement.
En 2014, 384 813 tonnes de déchets ménagers et assimilés (hors déchets industriels banals et déchets de l’assainissement) ont été produites et collectées dans le Loiret. Ce gisement se décompose en 150 893 tonnes d’ordures ménagères résiduelles et 233 920 tonnes de collectes séparatives (63 576 déchets verts, 29 590 t de recyclables propres et secs, 17 824 t de verre et 122 930 t d'autres déchets).
En 2014, 49 déchèteries sont implantées sur le territoire du département, permettant ainsi, en moyenne, la mise à disposition d’une déchèterie pour 14 560 habitants.
Pour le traitement, le Loiret utilise 6 centres de tri, 9 plateformes de compostage de déchets verts, 5 installations de méthanisation, 2 quais de transfert, 4 incinérateurs et 3 installations de stockage de déchets non dangereux.
Les compétences « collecte » et « traitement » des déchets ménagers sont majoritairement assurées par des établissements publics de coopération intercommunale (EPCI) sans fiscalité propre : 5 syndicats de collecte, 2 de collecte et de traitement et 2 de traitement. La communauté urbaine Orléans Métropole, EPCI à fiscalité propre, assure, quant à elle, la collecte et le traitement.

## Planification

### Cadre européen et national

#### Directive européenne
Les textes réglementaires jouent un rôle important dans l'amélioration de la prévention et de la gestion des déchets. La Directive-cadre de l'Union européenne du 20 octobre 2008 donne les orientations de la politique européenne en matière de déchets. Elle est transposée en droit français par l’ordonnance du 17 décembre 2010 portant diverses dispositions d’adaptation au droit de l’Union européenne dans le domaine des déchets. La gestion des déchets devra respecter la hiérarchie suivante : la prévention de la production de déchets, la préparation des déchets en vue de leur réemploi, le recyclage, la valorisation (notamment énergétique) et enfin l'élimination de manière sûre et dans des conditions respectueuses de l’environnement.

#### Plan national de prévention des déchets 2014-2020
Adopté par arrêté du 18 août 2014, ce plan constitue le volet « prévention » du plan déchets 2020 en cours d’élaboration. Ce plan comporte un bilan des actions de prévention menées précédemment, les orientations et les objectifs pour la période 2014-2020, ainsi que la mise en œuvre, le suivi et l’évaluation des mesures retenues. Il fixe également des objectifs quantifiés, visant à décupler la production de déchets de la croissance économique : diminution de 7 % de la production de déchets ménagers et assimilés (DMA) par habitant en 2020 par rapport au niveau de 2010 et stabilisation de la production de déchets d'activités économiques (DAE) et du secteur du Bâtiment et des travaux publics (BTP) de 2010 à 2020,.

#### Loi de transition énergétique (2015)
La loi relative à la transition énergétique pour la croissance verte, promulguée le 17 août 2015, comporte un titre intitulé « Lutter contre les gaspillages et promouvoir l’économie circulaire : de la conception des produits à leur recyclage ». Parmi les mesures instituées par ce texte, figurent notamment, :
- la réduction de la production de DMA par habitant de 10 % en 2020 par rapport à 2010 (et non plus 7 % de réduction des DMA comme le prévoyait la loi grenelle 1) ;
- la valorisation sous forme de matière de 70 % des déchets du secteur du bâtiment et des travaux publics en 2020 ;
- la réduction de 30 % les quantités de déchets non dangereux non inertes admis en installation de stockage en 2020 par rapport à 2010, et de 50 % en 2025 ;
- la réduction de 50 % les quantités de produits manufacturés non recyclables mis sur le marché avant 2020 ;
- la généralisation du tri à la source des déchets organiques des particuliers à l’horizon 2025 ;
- le déploiement de la tarification incitative avec un objectif de 15 millions d’habitants couverts en 2020 et 25 millions en 2025 ;
- l’extension des consignes de tri à l’ensemble des emballages plastiques sur l’ensemble du territoire avant 2022 ;
- l’interdiction de la mise à disposition, gratuite ou onéreuse, de sacs de caisse en matières plastiques à usage unique au 1er janvier 2016 et de sacs en matières plastiques à usage unique autres que les sacs de caisse au 1er janvier 2017 ;
- l’interdiction de la mise à disposition de vaisselle en plastique jetable (gobelets, verres et assiettes) au 1er janvier 2020 ;
- une harmonisation des modalités de collecte (consignes de tri, couleur des contenants…) des déchets d’emballages et de papiers graphiques sur l’ensemble du territoire national à l’horizon 2025 ;
- la généralisation de la mise en place, par les collectivités territoriales, d’un système de comptabilité analytique concernant les déchets ;
- la mise en place par l’État et les collectivités territoriales d’une démarche de lutte contre le gaspillage alimentaire dans la restauration collective avant le 1er septembre 2016.

### Niveau régional

#### Plan régional d’élimination des déchets dangereux (2009)
Le plan régional d’élimination des déchets dangereux (PREDD) de la région Centre-Val de Loire a été élaboré en décembre 2009. Il fait suite au plan régional d’élimination des déchets autres que ménagers et assimilés (PREDAMA), adopté en juillet 1996 pour une période de dix ans, et au plan d’élimination des déchets d’activités de soins en région Centre (PREDAS), adopté en décembre 1998.
Ce plan concerne l’ensemble des déchets dangereux produits sur le territoire régional, qu'ils soient ou non traités en région Centre-Val de Loire, et les déchets dangereux importés sur le territoire régional pour y subir un traitement, y compris le cas échéant depuis des pays étrangers. La notion de dangerosité retenue est celle définie à l’article R.541-8 du code de l’environnement. Ainsi, sont considérés comme dangereux les déchets qui présentent une ou plusieurs des propriétés suivantes : explosif, comburant, inflammable, irritant, nocif, toxique, cancérogène, corrosif, infectieux, toxique pour la reproduction, mutagène, écotoxique… Il s’agit à la fois de déchets des activités industrielles, artisanales, agricoles ou commerciales, des déchets des collectivités, des déchets des particuliers, des déchets d’activités de soin, etc.
Les déchets radioactifs ne relèvent pas du PREDD mais de l’Agence nationale pour la gestion des déchets radioactifs (ANDRA). Les déchets explosifs ne sont pas concernés non plus.
Le Loiret est le principal producteur de déchets dangereux au niveau de la région. La ville d'Orléans est effectivement la capitale géographique de la région, où se concentrent principalement les activités industrielles et de service. Les principaux producteurs de déchets sont les industries chimiques qui devancent les activités de traitement thermique. Les entreprises ayant une activité de traitement de surface ou de traitement des eaux et des déchets représentent également une part importante dans le gisement global. Les dix plus importants représentent près de 51 % du gisement global produit et traité sur la région, tout type de producteur confondu.

#### Plan régional de prévention et de gestion des déchets
En application de la Loi portant nouvelle organisation territoriale de la République (loi NOTRe) du 7 août 2015, la région est tenue d’élaborer un plan unique : le plan régional de prévention et de gestion des déchets qui se substituera aux trois types de plans existants, à savoir :
- le plan régional de prévention et de gestion des déchets dangereux, relevant de la compétence des Régions avant la loi NOTRe ;
- le plan départemental de prévention et de gestion des déchets non dangereux, relevant de la compétence des départements avant la loi NOTRe ;
- le plan départemental de prévention et de gestion des déchets issus de chantiers du bâtiment et des travaux publics, relevant de la compétence des départements avant la loi NOTRe.

Ce plan unique sera ensuite intégré au schéma régional d'aménagement, de développement durable et d'égalité des territoires (SRADDET), qui doit être adopté en 2019 par le Conseil régional du Centre-Val de Loire.

### Niveau départemental

#### Plan départemental d’élimination des déchets ménagers et assimilés (2011)
Le Plan départemental d'élimination des déchets ménagers et assimilés (PEDMA) vise à coordonner l'ensemble des actions à mener par les pouvoirs publics et les organismes privés en vue de maîtriser la production des déchets, leur valorisation, leur transport, leur traitement, et d’assurer l'information du public. Les déchets qui entrent dans le cadre de ce plan sont les déchets ménagers et les autres déchets qui peuvent être collectés et traités dans les mêmes installations que les déchets ménagers sans préconisations techniques particulières.
Le premier plan pour le département du Loiret est élaboré par les services de la DDASS du Loiret et approuvé par arrêté préfectoral le 18 février 1997 puis actualisé le 16 janvier 2001. Conformément à la loi du 13 août 2004 relative aux libertés et responsabilités locales, le Département du Loiret a pris la compétence d’élaboration et de suivi du plan départemental d’élimination des déchets au 1er janvier 2005. Dans ce cadre il décide en 2006 d'engager la révision du plan. Le projet de plan est arrêté par le département le 19 novembre 2009 puis soumis à l’avis de la commission consultative du plan le 28 janvier 2010. À la suite d’un débat centré sur le maintien ou la fermeture de l’incinérateur d'Amilly, la Commission consultative émet un avis défavorable au projet de plan et à l’évaluation environnementale. Passant outre et après de nouveaux avis, le département approuve le plan le 15 avril 2011.

#### Plan de prévention et de gestion des déchets issus de chantiers du bâtiment et des travaux publics
L’article 202 de la loi dite « Grenelle II » du 12 juillet 2010 prévoit que chaque département soit couvert par un plan départemental ou interdépartemental de gestion des déchets du BTP. Le décret du 11 juillet 2011 prévoit les dispositions sur le contenu, l’élaboration, le suivi et l’évaluation de ces nouveaux plans. Une étude sur les volumes et les flux de déchets et matériaux recyclés du BTP dans le Loiret a été réalisée en juillet 2015 par la Cellule économique régionale du BTP du Centre-Val de Loire afin d'établir un diagnostic pour ce plan.

#### Évolution réglementaire depuis 2011
Depuis la parution du décret du 11 juillet 2011, les PEDMA sont devenus des Plans départementaux de prévention et de gestion des déchets non dangereux (PPGDND) et doivent intégrer les DAE (Déchets d’activités économiques) non dangereux. Les déchets d'activités économiques (dont ceux du BTP) sont des déchets non dangereux et assimilables aux ordures ménagères,. En 2017, le plan du Loiret n'a pas encore formellement été révisé selon ce nouveau dispositif et ne le sera pas puisque la compétence du Département pour l’élaboration de ces deux plans a été transférée le 9 août 2015 à la Région qui est désormais chargée d'élaborer un plan unique : le plan régional de prévention et de gestion des déchets (PREDD).

## Collecte des déchets ménagers

### Catégories de déchets ménagers et assimilés et filières de collecte
Les déchets ménagers et assimilés comprennent les emballages, journaux/revues/magazines, verre, déchets déposés en déchèteries, encombrants, ordures ménagères résiduelles produits par les ménages. Les DMA intègrent également ces mêmes types de déchets produits par les entreprises industrielles, artisans, commerçants collectés en même temps que les déchets ménagers.
| Déchets de la collectivité Déchets des espaces verts Déchets de voirie, marchés Déchets de l’assainissement (boues d’épuration) | Déchets ménagers et assimilés (DMA) Déchets produits par les ménages et les activités économiques collectés par le service public d’élimination des déchets | Déchets ménagers et assimilés (DMA) Déchets produits par les ménages et les activités économiques collectés par le service public d’élimination des déchets | Déchets ménagers et assimilés (DMA) Déchets produits par les ménages et les activités économiques collectés par le service public d’élimination des déchets |
| Déchets de la collectivité Déchets des espaces verts Déchets de voirie, marchés Déchets de l’assainissement (boues d’épuration) | Déchets occasionnels Encombrants, déchets verts, déblais et gravats...                                                                                      | Ordures ménagères et assimilées | Ordures ménagères et assimilées |
| Déchets de la collectivité Déchets des espaces verts Déchets de voirie, marchés Déchets de l’assainissement (boues d’épuration) | Déchets occasionnels Encombrants, déchets verts, déblais et gravats...                                                                                      | Déchets collectés en mélange (poubelles ordinaires) = Ordures ménagères résiduelles (OMR)                                                                   | Déchets collectés séparément, soit en porte-à-porte, soit en apport volontaire (emballages, déchets fermentescibles, verre…)                                |

Évolution du tonnage de DMA produits dans le Loiret entre 2006 et 2014.

Ils sont collectés par l’intermédiaire de trois filières :
- la collecte des ordures ménagères résiduelles (ordures ménagères non recyclables) ;
- la collecte sélective des emballages, journaux, verres, en porte-à-porte ou en apport volontaire dans des conteneurs adaptés (l’ensemble des communes du Loiret propose la collecte sélective des déchets recyclables) ;
- la collecte en déchèterie, pour les encombrants, les gravats, les cartons, les ferrailles, les déchets verts, les appareils électriques, les déchets dangereux des ménages…

En 2014, 384 813 tonnes de déchets ménagers ou assimilés (hors déchets industriels banals et déchets de l’assainissement) ont été produites et collectées dans le Loiret. Ce gisement se décompose en 150 893 tonnes d’ordures ménagères résiduelles et 233 920 tonnes de collectes séparatives (63 576 déchets verts, 29 590 t de recyclables propres et secs, 17 824 t de verre et 122 930 t d'autres déchets). Le ratio de production de DMA est ainsi en 2014 en moyenne de 581 kg par habitant et par an, ce qui est supérieur aux moyennes nationale et régionale en 2013 (573 kg/hab/an au niveau national et 565 kg/hab/an au niveau régional). Cette valeur est en augmentation par rapport à 2013, alors qu’elle était en baisse depuis 2011 et que la tendance est plutôt à la baisse au niveau national et régional. La production de DMA a augmenté de 19 kg/hab/an entre 2010 et 2014 (soit + 3,3 %). D’importants efforts sont à faire pour respecter l’objectif du projet de loi sur la transition énergétique, qui vise une réduction de 10 % des DMA entre 2010 et 2020.

### Structures intercommunales de collecte
La collecte des déchets dans les communes du Loiret est assurée par huit structures intercommunales dont le siège se situe dans le Loiret : 7 syndicats mixtes, établissements publics de coopération intercommunale (EPCI) sans fiscalité propre, et la communauté urbaine Orléans Métropole, EPCI à fiscalité propre, et une structure dont le siège se situe en dehors du Loiret.

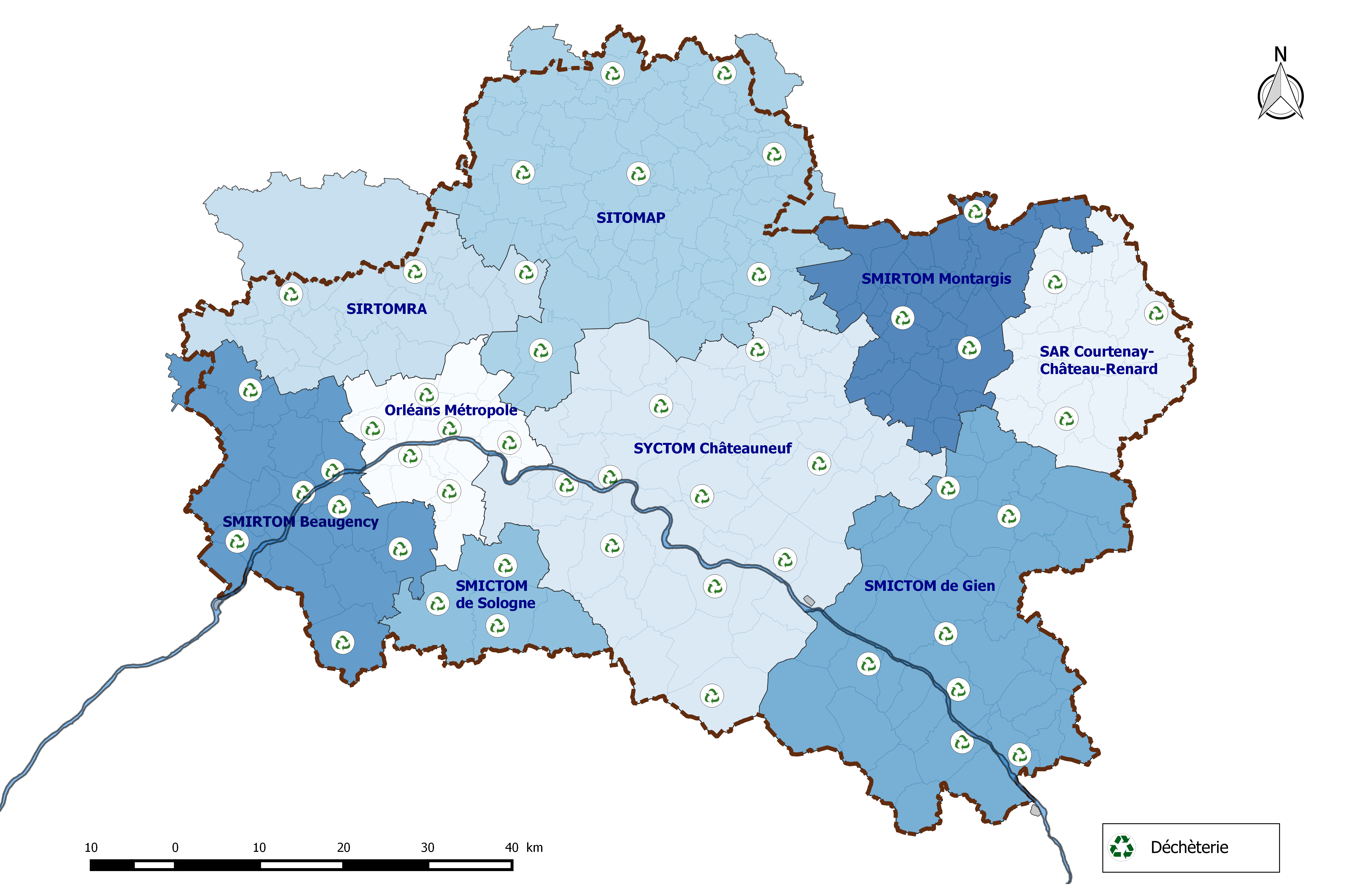
Structures intercommunales de collecte des déchets dans le Loiret en 2016.

| Structure intercommunale                       | Siège                     | Nb de communes de la structure | Structures membres | Structures membres                                          | Structures membres            | Déchèteries                                              |
| Structure intercommunale                       | Siège                     | Nb de communes de la structure | Département        | Nom structure                                               | Nb communes                   | Déchèteries                                              |
| ---------------------------------------------- | ------------------------- | ------------------------------ | ------------------ | ----------------------------------------------------------- | ----------------------------- | -------------------------------------------------------- |
| SIRTOM de la région d'Artenay (SIRTOMRA)       | Neuville-aux-Bois         | 40                             | 45                 | CC de la Beauce loirétaine                                  | 22                            | 4 (3 dans le Loiret + 1 hors Loiret à Orgères-en-Beauce) |
| SIRTOM de la région d'Artenay (SIRTOMRA)       | Neuville-aux-Bois         | 40                             | 45                 | CC de la Forêt                                              | 4                             | 4 (3 dans le Loiret + 1 hors Loiret à Orgères-en-Beauce) |
| SIRTOM de la région d'Artenay (SIRTOMRA)       | Neuville-aux-Bois         | 40                             | 28                 | CC de la Beauce de Janville                                 | 1                             | 4 (3 dans le Loiret + 1 hors Loiret à Orgères-en-Beauce) |
| SIRTOM de la région d'Artenay (SIRTOMRA)       | Neuville-aux-Bois         | 40                             | 28                 | CC de la Beauce d'Orgères                                   | 13                            | 4 (3 dans le Loiret + 1 hors Loiret à Orgères-en-Beauce) |
| SMIRTOM de la région de Beaugency              | Beaugency                 | 25                             | 45                 | CC des Terres du Val de Loire                               | 21                            | 7                                                        |
| SMIRTOM de la région de Beaugency              | Beaugency                 | 25                             | 41                 | CC des Terres du Val de Loire                               | 1                             | 7                                                        |
| SMIRTOM de la région de Beaugency              | Beaugency                 | 25                             | 45                 | CC des Portes de Sologne                                    | 3                             | 7                                                        |
| SMIRTOM de la région de Beaugency              | Beaugency                 | 25                             | 45                 | CC de la Beauce Loirétaine                                  | 1                             | 7                                                        |
| SITOMAP de la région Pithiviers                | Pithiviers                | 91                             | 45                 | CC de la Forêt                                              | 6                             | 8 (7 dans le Loiret et 1 dans l'Essonne : Méréville)     |
| SITOMAP de la région Pithiviers                | Pithiviers                | 91                             | 45                 | CC du Pithiverais                                           | 31                            | 8 (7 dans le Loiret et 1 dans l'Essonne : Méréville)     |
| SITOMAP de la région Pithiviers                | Pithiviers                | 91                             | 45                 | CC du Pithiverais-Gâtinais                                  | 32                            | 8 (7 dans le Loiret et 1 dans l'Essonne : Méréville)     |
| SITOMAP de la région Pithiviers                | Pithiviers                | 91                             | 45                 | CC de la Plaine du Nord Loiret                              | 15                            | 8 (7 dans le Loiret et 1 dans l'Essonne : Méréville)     |
| SITOMAP de la région Pithiviers                | Pithiviers                | 91                             | 77                 | CC Gâtinais Val de Loing                                    | 2                             | 8 (7 dans le Loiret et 1 dans l'Essonne : Méréville)     |
| SITOMAP de la région Pithiviers                | Pithiviers                | 91                             | 77                 | CC des Terres du Gâtinais                                   | 3                             | 8 (7 dans le Loiret et 1 dans l'Essonne : Méréville)     |
| SITOMAP de la région Pithiviers                | Pithiviers                | 91                             | 91                 | CA de l'Étampois Sud-Essonne                                | 2                             | 8 (7 dans le Loiret et 1 dans l'Essonne : Méréville)     |
| SMIRTOM Montargis                              | Corquilleroy              | 36                             | 45                 | CC des Quatre Vallées                                       | 19                            | 3                                                        |
| SMIRTOM Montargis                              | Corquilleroy              | 36                             | 45                 | Agglomération montargoise et rives du Loing                 | 15                            | 3                                                        |
| SMIRTOM Montargis                              | Corquilleroy              | 36                             | 45                 | CC Canaux et forêts en Gâtinais (partie)                    | 2                             | 3                                                        |
| SAR des cantons de Courtenay et Château-Renard | Chuelles                  | 24                             | 45                 | CC de la Cléry, du Betz et de l'Ouanne                      | 24                            | 3                                                        |
| SMICTOM Gien                                   | Gien                      | 43                             | 45                 | CC giennoises                                               | 11                            | 7                                                        |
| SMICTOM Gien                                   | Gien                      | 43                             | 45                 | CC du Berry Loire Puisaye                                   | 20                            | 7                                                        |
| SMICTOM Gien                                   | Gien                      | 43                             | 45                 | CC Canaux et forêts en Gâtinais (partie)                    | 12                            | 7                                                        |
| SICTOM de Châteauneuf-sur-Loire                | Châteauneuf-sur-Loire     | 44                             | 45                 | CC Canaux et forêts en Gâtinais (partie)                    | 24                            | 10                                                       |
| SICTOM de Châteauneuf-sur-Loire                | Châteauneuf-sur-Loire     | 44                             | 45                 | CC des Loges                                                | 20                            | 10                                                       |
| SICTOM de Châteauneuf-sur-Loire                | Châteauneuf-sur-Loire     | 44                             | 45                 | CC du Val de Sully                                          | 19                            | 10                                                       |
| Orléans Métropole                              | Orléans                   | 22                             | 45                 | Orléans Métropole                                           | 22                            | 6                                                        |
| SMICTOM de Sologne                             | Nouan-le-Fuzelier (41600) | 23                             | 45                 | CC des Portes de Sologne                                    | 3                             | 3                                                        |
| SMICTOM de Sologne                             | Nouan-le-Fuzelier (41600) | 23                             | 41                 | CC de la Sologne des Étangs + CC de la Sologne des Rivières | 20                            | 3                                                        |
| TOTAL                                          |                           | 348                            |                    |                                                             | Loiret : 326 hors Loiret : 22 | 49                                                       |

#### SIRTOM de la région d'Artenay (SIRTOMRA)
Créé en 1971, ce syndicat regroupe 26 communes du Loiret et 14 communes de l'Eure-et-Loir. Les collectes sélectives en apport volontaire et porte à porte ont été mises en service en juillet 2000. En septembre 2003, le SIRTOMRA délègue sa compétence « Traitement » à « Beauce Gâtinais Valorisation  » (BGV), syndicat mixte de traitement des déchets créé avec le SITOMAP (Pithiviers) et le SICTRM de la Vallée du Loing. À partir de 2005, les déchets d’emballages (sauf le verre) et les journaux-magazines sont triés à Pithiviers. Les ordures ménagères sont toujours traitées à Saran. En 2009 est engagée la collecte des DEEE (déchets d’équipements électriques et électroniques) en déchetteries (convention avec OCAD3E/EcoLogic) ainsi que la collecte multi-matériaux (emballages hors verre et journaux) en porte à porte. Les déchetteries de Neuville-aux-Bois et de Patay sont réhabilitées en 2010, celles d’Artenay et d'Orgères-en-Beauce en 2011. Quatre déchèteries (dont une en Eure-et-Loir) sont ainsi opérationnelles en 2015 et ont permis de collecter 9 880 tonnes de déchets.

#### SMIRTOM de la région de Beaugency
Le syndicat mixte intercommunal pour le ramassage et le traitement des ordures ménagères (SMIRTOM) de la région de Beaugency a été créé en 1971 et a pour vocation la collecte et le traitement des déchets ménagers comprenant : la collecte et le traitement des ordures ménagères résiduelles en porte à porte, des emballages ménagers recyclables en porte à porte ou en points d’apport volontaire, du verre en points d’apport volontaire, des papiers en points d’apport volontaire et la gestion de sept déchèteries qui sont mises à disposition des administrés pour le dépôt des déchets ne pouvant être collectés par le service cité précédemment (tout-venant, gravats, ferraille, déchets verts…). Il regroupe 26 communes (47 000 habitants environ en 2014) réparties sur 6 communautés de communes avant 2017 et sur deux après 2017. Le préfet du Loiret indique dans un courrier du 28 décembre 2016 aux présidents des Communautés de Communes concernées que, à la suite des nouvelles dispositions issues de la loi NOTRe, le syndicat sera dissous le 30 juin 2017.

#### SMICTOM de Sologne
Le syndicat mixte de traitement et de collecte des ordures ménagères (SMICTOM) de Sologne s'étend sur 136 000 hectares et a son siège est à Nouan-le-Fuzelier (Loir-et-Cher). Il dessert environ 41 000 habitants, regroupés sur 23 communes, dont trois dans le Loiret. Il est chargé de la collecte des déchets ménagers des particuliers, le traitement des ordures ménagères, la valorisation par le tri des matériaux recyclables et la gestion des déchèteries. Ce syndicat est dirigé par un comité de 24 élus. Parmi ses missions, il organise en régie directe les tournées de collecte des déchets ménagers (bac bordeaux), des emballages recyclables (bac jaune) et des objets encombrants et les différentes collectes : ordures ménagères, emballages recyclables, encombrants, l’exploitation du centre de transfert et la gestion des déchèteries sont assurées par 43 agents du syndicat, qui n’a recours aux entreprises privées que pour le traitement et la valorisation des déchets.

#### SITOMAP de la région Pithiviers
Créé en septembre 1968 avec pour mission la collecte des déchets et leur traitement pour 32 communes du Pithiverais, le syndicat intercommunal pour l’élimination des déchets ménagers du Pithiverais (SITOMAP) a vu son territoire élargi jusqu’en 2001 pour atteindre 97 communes, puis 91 après la création de la commune nouvelle du Malesherbois. Il regroupe ainsi 84 communes du Loiret, 5 communes de Seine-et-Marne et 2 communes d’Essonne. La population couverte par le syndicat représente environ 80 000 habitants. Depuis le 28 mai 2014, sont élus 44 délégués titulaires et 44 délégués suppléants.

#### SMIRTOM de la région de Montargis
Le Syndicat MIxte de Ramassage et de Traitement des Ordures Ménagères (SMIRTOM) de la région de Montargis, exerce ses compétences de collecte et de traitement des déchets pour deux intercommunalités autour de Montargis la communauté de communes des Quatre Vallées (19 communes), l'Agglomération Montargoise Et rives du loing (15 communes) et deux communes de la communauté de communes Canaux et forêts en Gâtinais (Chapelon et Saint-Hilaire-sur-Puiseaux). Le syndicat représente trente-six communes soit environ 77 000 habitants. En 2015, 9 567 tonnes de déchets ont été collectées.

#### SAR des cantons de Courtenay et Château-Renard
Ce syndicat regroupe 24 communes, après la création de la commune nouvelle Douchy-Montcorbon en 2016. La collecte des ordures ménagères est assurée en régie, c'est-à-dire par les agents techniques du SAR (11 agents en 2015) avec les camions de collecte (BOM 19 t). Pour la collecte des ruelles étroites où les BOM ne circulent pas, un agent utilise une mini-benne qui sert également à la collecte des cartons professionnels. La collecte sélective est quant à elle assurée par deux agents qui utilisent chacun un camion grue. Trois déchèteries sont opérationnelles en 2015 (La Selle-sur-le-Bied, Château-Renard et Courtenay) et ont permis de collecter 6 803 t de déchets.
Le  1er janvier 2017, la communauté de communes du Betz et de la Cléry (CCBC) et la communauté de communes de Château-Renard (CCCR) fusionnent pour donner naissance à la communauté de communes de la Cléry, du Betz et de l'Ouanne (3CBO). À  l’occasion de cette fusion, le Syndicat d’Aménagement Rural (SAR) de Château-Renard et Courtenay, totalement inclus dans le périmètre de cette nouvelle structure, est dissout par arrêté préfectoral du 28 décembre 2016 et les personnels, biens et équipements font désormais partie intégrante de la nouvelle entité créée.

#### SMICTOM Gien
Créé en 1970, ce syndicat regroupe en 2015 43 communes, soit environ 55 000 habitants, et a pour compétences la collecte des ordures ménagères, la gestion des déchèteries et le tri des emballages légers, journaux-magazines ainsi que le verre. Le traitement des déchets de la compétence du SYCTOM (composé du SMICTOM et du SICTOM de Gien). Sept déchèteries sont opérationnelles en 2015 (Arrabloy, Bonny-sur-Loire, Briare, Châtillon-sur-Loire, Nogent-sur-Vernisson, Sainte-Geneviève-des-Bois et Poilly-lez-Gien) et ont permis de collecter 14 710 t de déchets.

#### SICTOM de Châteauneuf-sur-Loire

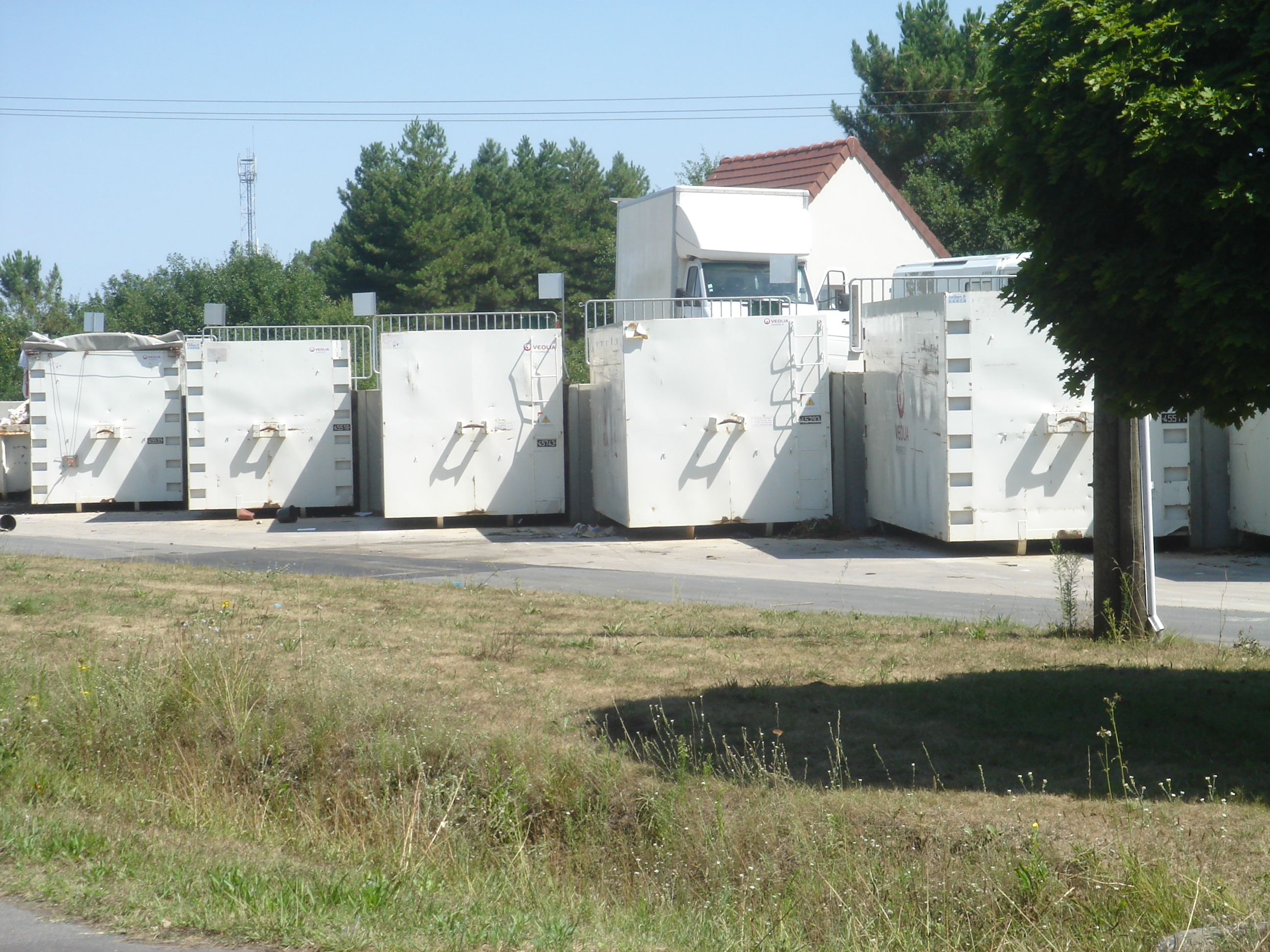
La déchèterie de Jargeau.

Créé en 1976, le syndicat compte alors 53 communes. La collecte sélective du verre est mise en place en 1984, celle du papier en 1993. Les années 1992 et 1993 voient la création d'un réseau de dix déchèteries réparties sur le territoire des communes de Bellegarde, Cerdon, Châteauneuf-sur-Loire, Jargeau, Lorris, Ouzouer-sur-Loire, Saint-Aignan-des-Gués, Sully-sur-Loire, Tigy, Vitry-aux-Loges. Celles-ci sont dotées d'un point de collecte des produits toxiques en quantités dispersées en 1999. La collecte sélective des emballages recyclables est lancée en 2000. Le syndicat prélève pour la première fois la taxe d'enlèvement des ordures ménagères, forfaitaire, en 2003 puis la redevance spéciale, calculée selon la quantité de déchets collectés, en 2004. La déchèterie de Saint-Aignan-des-Gués est réhabilitée en 2005 et celle de Jargeau est rénovée et agrandie en 2006. Une nouvelle déchèterie ainsi que des bâtiments administratifs et techniques sont livrés en 2008 à Châteauneuf-sur-Loire. Trois communes sont intégrées en 2009 : Presnoy, Montereau et Ouzouer-des-Champs. En 2011, le syndicat signe un programme de prévention avec l'ADEME et un partenariat avec EMMAÜS. De même des bornes à vêtements sont installées sur 9 des déchetteries. La redevance incitative est mise en place en 2012 à titre expérimental puis étendue à l'ensemble du territoire du SICTOM en 2017 pour les particuliers, les professionnels et les administrations. En 2015, 12 888 t de déchets ont été collectés en porte-à-porte et 742 t en apports volontaires.

#### Orléans Métropole
Jusqu’à la fin 1998, le SIVOM de l'agglomération orléanaise exerçait uniquement la compétence de « traitement des déchets » ainsi que la gestion des déchetteries, qui étaient financées par les contributions communales. En 1999, à titre dérogatoire et exceptionnel, la compétence « traitement des déchets et gestion des déchetteries » a été exercée par la Communauté de communes de l’agglomération orléanaise dans les mêmes conditions que celles du SIVOM et, également à titre dérogatoire, les communes ont assuré la collecte. La communauté de communes a assuré à partir de 2000 l’ensemble de la compétence « collecte, traitement et valorisation des déchets », à titre de compétence obligatoire et exclusive, financée sur ses propres ressources et non plus sur les participations des communes membres, puis la Communauté de l’agglomération orléanaise à partir de 2002 et enfin la communauté urbaine à partir de 2017

### Déchèteries
En 2014, 49 déchèteries sont en service dans le Loiret. La majorité du territoire est desservie par une déchèterie à moins de 10 min de trajet en voiture. Les zones les moins bien desservies sont des zones rurales, situées pour la plupart à moins de 15 min d’une déchèterie. Le maillage du réseau de déchèteries dans le département est donc globalement satisfaisant. En moyenne dans le Loiret, une déchèterie dessert en 2015 environ 13 800 habitants, soit un peu mieux que la moyenne nationale 2013 (une déchèterie pour 14 200 habitants). Les EPCI où il y a le moins de déchèterie par habitant sont les EPCI dont la densité est la plus forte (agglomérations d’Orléans et Montargis).

## Traitement et valorisation des déchets ménagers

### Filières de traitement des déchets
Il existe plusieurs possibilités pour gérer les déchets : prévention, valorisation ou enfouissement.
La prévention comprend l'ensemble des actions qui consistent, lors de la production de biens de consommation, à anticiper sur la quantité et la nocivité des déchets produits. Pour cela il faut intervenir sur le mode de production et de consommation.
La valorisation comprend, selon la loi du 13 juillet 1992 le réemploi, le recyclage ou toute autre action visant à obtenir, à partir des déchets, des matériaux réutilisables ou de l'énergie. Il existe différents modes de valorisation :
- le réemploi : un nouvel emploi d'un déchet pour un usage analogue à celui de sa première utilisation ;
- le recyclage : réintroduction directe d'un déchet dans le cycle de production dont il est issu, en remplacement total ou partiel d'une matière première neuve ;
- la réutilisation : utilisation d'un déchet pour un usage différent de son premier emploi, ou à faire, à partir d'un déchet, un autre produit que celui qui lui a donné naissance ;
- la régénération : procédé physique ou chimique qui redonne à un déchet les caractéristiques permettant de l'utiliser en remplacement d'une matière première neuve ;
- la valorisation énergétique : incinération du déchet pour produire de la chaleur.

L'enfouissement consiste à enterrer les déchets ultimes.

### Structures intercommunales de traitement
Les déchets du Loiret sont traités dans 5 structures intercommunales selon le schéma suivant.

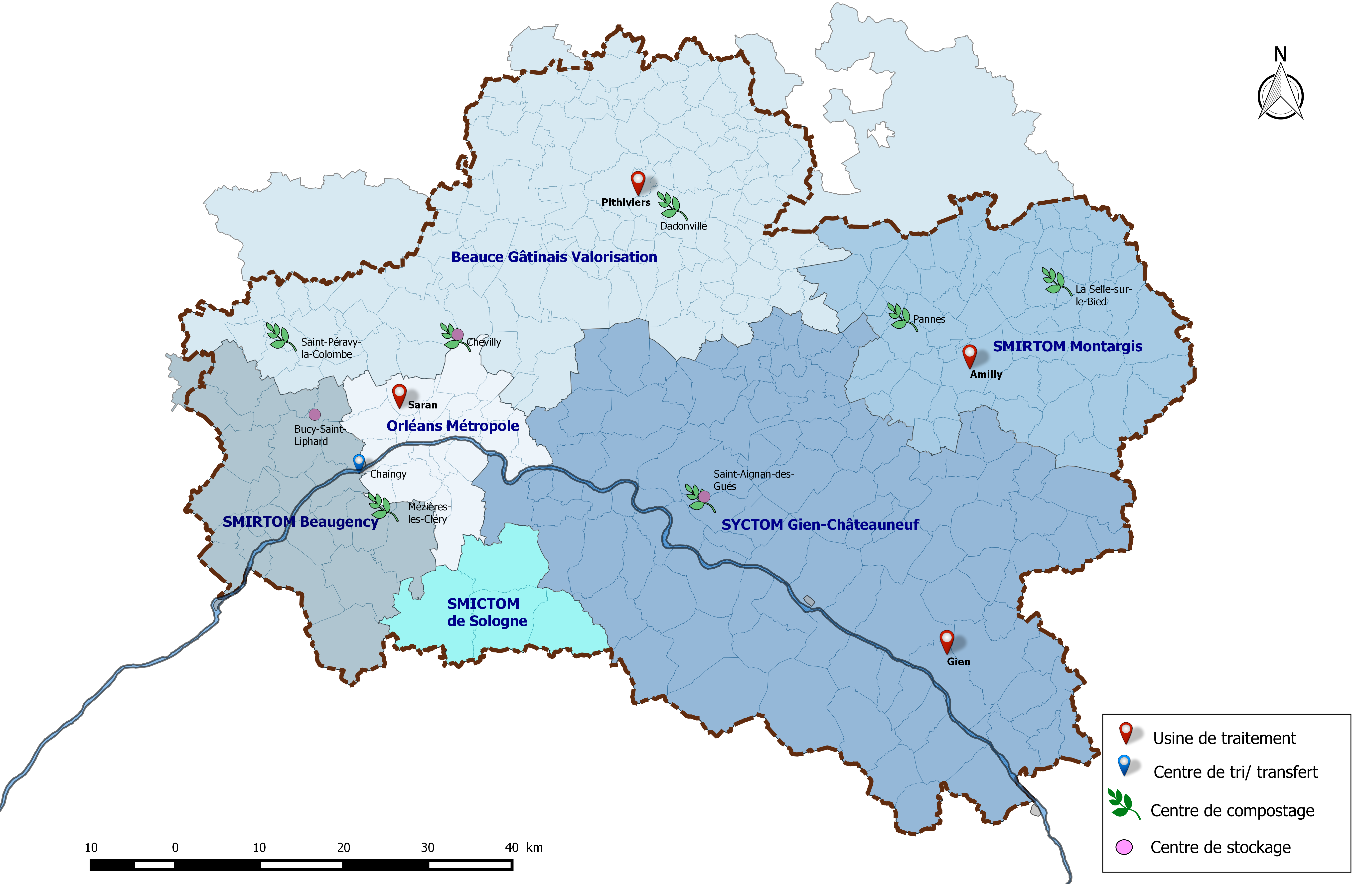
Structures intercommunales de traitement des déchets dans le Loiret en 2016.

| Structure intercommunale de collecte                                          | Structure intercommunale de traitement              | Siège             |
| ----------------------------------------------------------------------------- | --------------------------------------------------- | ----------------- |
| SIRTOM de la région d'Artenay                                                 | BGV - Beauce Gâtinais Valorisation                  | Pithiviers        |
| SITOMAP de la région Pithiviers                                               |                                                     |                   |
| SAR des cantons de Courtenay et Château-Renard                                | SMIRTOM de la région de Montargis                   | Amilly            |
| SMIRTOM de la région de Montargis                                             |                                                     |                   |
| SMICTOM des cantons de Gien, Châtillon-Coligny, Briare et Châtillon-sur-loire | SYCTOM des régions de Gien et Châteauneuf-sur-Loire | Gien              |
| SICTOM de Châteauneuf-sur-Loire                                               |                                                     |                   |
| Orléans Métropole                                                             | Orléans Métropole                                   | Orléans           |
| SMIRTOM de la région de Beaugency                                             |                                                     |                   |
| SMICTOM de Sologne                                                            | SMICTOM de Sologne                                  | Nouan-le-Fuzelier |

### Valorisation organique
La valorisation organique désigne l’ensemble des modes de gestion et de valorisation des déchets biodégradables (déchets alimentaires, déchets verts, boues des stations d’épuration, etc.), via deux grands modes de traitement : le compostage et la méthanisation.

#### Compostage
En 2015, neuf plates-formes dédiées au compostage des déchets verts sont présentes dans le Loiret, celle de Fay-aux-Loges ayant été mise en service en 2014, :
- Plate-forme située à Saint-Aignan-des-Gués, au lieu-dit La Plaine, maîtrise d’ouvrage et exploitée par la société SETRAD (Veolia propreté). La quantité maximale de déchets admise est de 16 000 t/an, soit 44 t/j[39] ;
- Plate-forme de Chevilly située lieu-dit « Les Chancellières ». Maîtrise d’Ouvrage et exploitation par SUEZ Centre Ouest. Capacité de stockage annuelle : 90 000 tonnes et capacité totale des installations : 1 360 000 tonnes[40] ;
- Plate-forme située à Amilly du SMIRTOM de la région de Montargis et exploitée par le NOVERGIE Centre Ouest ;
- Plate-forme située à Dadonville. Maîtrise d’œuvre et exploitation par SETRAD ONYX (Veolia propreté) ;
- Plate-forme située à Saint-Péravy-la-Colombe. Maîtrise d’œuvre et exploitation par SETRAD ONYX (Veolia propreté) ;
- Plate-forme de La Selle-sur-le-Bied, Maîtrise d’œuvre et exploitation par DECHAMBRE, à partir de 2006 ;
- Plate-forme située le territoire des communes de Pannes et Corquilleroy, exploitée par le SMICTOM de la région de Montargis depuis 2008. La plateforme est aménagée sur une surface de 12 800 m2 et peut admettre 13 000 tonnes de déchets verts par an pour une production maximale de 5 200 t/an de compost (14 t/j en 2008, portée à 45 t/j en 2014). Elle jouxte une déchèterie, un atelier de pré-traitement d'équipements électriques et électroniques (DEEE) de déchets (500 m3), une station de transit de déchets d'emballages non souillés et une station de transit de verre et de gravats[41],[42] ;
- Plate-forme située à Fay-aux-Loges ouverte en 2014 et exploitée par Bourdin et Paysages[36],[43] ;
- Plate-forme de La Ferté-Saint-Aubin d’ECOSYS, celle-ci n’appartenant plus au périmètre du plan à partir du 1er septembre 2009, date d’adhésion de la commune de la Ferté-Saint-Aubin au syndicat SMICTOM de Sologne.

#### Méthanisation
La méthanisation est une technologie basée sur la dégradation de la matière organique par des micro-organismes, en conditions contrôlées et en l’absence d’oxygène. Cette dégradation aboutit à la production d’un produit appelé digestat (utilisé comme fertilisant) et de biogaz qui peut être injecté dans le réseau de gaz naturel après épuration (injection) ou utilisé comme énergie pour la production d’électricité et de chaleur (cogénération). En 2015, il existe cinq sites de méthanisation en exploitation (deux en cogénération et trois en injection) et deux en projet dans le Loiret,. Les sites en exploitation sont les suivants :
- Gaec Beets à Saint-Germain-des-Prés (cogénération), mise en service en décembre 2008 et produisant 517 000 m3 de biogaz et 9 600 m3 de digestat[46] ;
- Beauce-Gâtinais Biogaz à Escrennes (injection), mise en service en 2014, ayant une capacité de traitement de 68,5 t/j et une capacité annuelle de 25 000 t et permettant de produire un volume de biogaz de 11 210 Nm3/jour[47] ;
- Tereos à Artenay (injection), permettant la méthanisation des vinasses pour la sucrerie-distillerie. Ces installations permettent de traiter 314 880 tonnes de vinasses diluées et de produire 11 728 400 Nm3 de biogaz, 20 750 tonnes à 50 % de MS de vinasses méthanisées concentrées et 8 592 tonnes de sulfate d'ammonium[48],[49] ;
- Sologne Biogaz à La Ferté-Saint-Aubin (cogénération), produisant 6 000 MWh/an soit environ 2 500 foyers, la chaleur étant utilisée pour le chauffage du centre aquatique[50].
- Centrale Biogaz de Chaumont sur les territoires des communes de Pannes et Corquilleroy (injection), dans le parc d’activités de Chaumont, mise en service en juin 2016, ayant une capacité de traitement de 68 t/j et une capacité annuelle de 24 786 t et permettant de produire un volume de biogaz de 11 400 Nm3/jour. Le biogaz produit par la méthanisation, après une phase d’épuration, est injecté dans le réseau de distribution de gaz naturel exploité par GrDF. L’unité de méthanisation produit également un digestat brut, riche en fertilisants, lequel après séparation de phase donne un digestat épaissi et un digestat liquide, qui sont soumis à un plan d’épandage[51],[52]

Deux installations sont en projet :
- Gâtinais Biogaz à Château-Renard (cogénération), dont la société a été créée en juin 2009 et qui envisage de valoriser environ 23 000 tonnes de déchets collectés à une distance maximum de 10 km pour 70 % d’entre eux et produire 9 926 MWh par an, dont 4 320 MW/an d'électricité et 5 606 MW/an de chaleur[53] ;
- Vitry Biogaz à Vitry-aux-Loges (cogénération), dont la société a été créée en juillet 2014[54].

### Valorisation matière
Les déchets issus des collectes sélectives sont triés plus précisément, conditionnés et stockés dans des centres de tris avant d’être recyclés. On y trouve : verres, plastiques, acier, aluminium, journaux et magazines, papiers, cartons, etc. Il existe sept centres de tri dans le Loiret, dont trois dédiés aux déchets ménagers :

#### Centres de tri des recyclables ménagers
- Le centre de tri de Saran est intégré à l'UIOM de Saran exploité par la société ORVADE, une filiale de Veolia Propreté. Elle effectue le tri de déchets recyclables (papier, gros de Magasin, emballages ménagers résiduels, PET incolore, PEHD) issus des collectes sélectives, apports volontaires et déchetteries. En 2013, sa capacité annuelle est de 18 700 tonnes en deux postes[55] ;
- Le centre de tri de Lorris, mis en service en 2001, est exploité par la société SOCCOIM. En 2011, la société est autorisée à admettre annuellement 20 000 tonnes de déchets (15 000 tonnes concernant les DIB non valorisables et 5 000 tonnes de déchets ménagers à trier). Les déchets autorisés à être admis dans l’installation sont : papiers, bois, carton, matières plastiques, métaux, verre et caoutchouc en provenance de la région de Châteauneuf-sur-Loire, du SMICTOM des cantons de Gien, Briare, Chatillon-Coligny, du SMIRTOM de la région d’Artenay, du SMIRTOM de la région de Beaugency, du SAR de Courtenay-Châteaurenard et des départements de l'Eure-et-Loir et de Loir-et-Cher[56] ;
- Le centre de tri de Pithiviers, exploité à partir de 1999 par le SITOMAP de Pithiviers, est exploité à partir de 2005 par la société SOCCOIM. En 2006, la société est autorisée à admettre annuellement 10 000 tonnes de déchets ménagers et autres résidus urbains, avec une aire de réception 600 m2 et une capacité de tri : 2,5 t/h. Les déchets admis proviennent du syndicat de traitement Beauce Gâtinais Valorisation[57] ;

#### Centres de tris des déchets d'activités économiques
- L'installation de Chaingy dans la zone d'activités des Pierrelets. Créé en 2002, il s'agit d'un centre de tri et de transit de déchets ménagers et industriels banals et de stockage de déchets métalliques exploité par la société Soccoim Onyx Centre. Sont autorisés le tri et le transit de 150 000 tonnes/an pour les déchets industriels et banals en mélange, le stockage sur 4 600 m2 de 26 000 tonnes/an de déchets métalliques, le transit de 30 000 tonnes/an d'ordures ménagères et autres résidus urbains, le dépôt de 27 750 tonnes/an de papiers usés ou souillés et le stockage de 10 000 m3 maximum de pneumatiques[58] ;
- Le centre de tri de Chevilly. La société SITA Centre ouest a été autorisée en 2001 puis en 2003 et 2005 à exploiter, lieu-dit "les Maréchaux", une plateforme de compostage ainsi qu’une activité d’enfouissement de déchets ménagers et assimilés pour un tonnage annuel de 55 000 tonnes pour une durée de 10 ans. Cette activité est aujourd'hui en phase de post-exploitation (arrêt d'enfouissement sur ce site)[59] ;
- Le centre de tri de Saran, localisé dans le parc d'activités Les Vallées, mis en service en 2007 et exploité par la société Coved. En 2012, la société est autorisée à trier, regrouper ou stocker en transit 2 600 m3 de déchets non dangereux (bois, cartons, papiers, plastiques, pneumatiques), 4,5 t de déchets dangereux (amiante), 800 m3 de DEEE, 500 m3 de produits minéraux et déchets non dangereux inertes)[60] ;
- Le centre de tri de Saint-Jean-de-Braye est exploité à partir de 1996 par la société SOCCOIM. En 2012, L’établissement emploie 9 personnes et occupe une superficie de 15 956 m2. L’activité de tri s’effectue dans un bâtiment où est également stockée la majeure partie des déchets. Cette société a été autorisée à regrouper sur son site 1 000 tonnes de papiers usés et 500 m3 de plastiques et à traiter (tri, broyage et mise en balle) 10 tonnes par jour de matières au maximum[61].

### Valorisation énergétique et incinération

Localisation des unités d'incinération des ordures ménagères dans le Loiret et tonnages traités en 2014.

Quatre usines d'incinération des ordures ménagères (UIOM) sont en service sur le territoire du département au Nord de l'agglomération orléanaise à Saran, dans l'Est de l'agglomération de Montargis à Amilly, à Pithiviers et au Nord-Est de Gien, dans la commune associée d'Arrabloy.

#### UIOM de Saran
Le SIVOM de l'agglomération orléanaise a décidé de confier en juillet 1992 le financement, la construction et l’exploitation d’un centre de traitement multifilières, l'unité de traitement des ordures ménagères (UTOM) de Saran. Elle est exploitée par la société ORVADE, filiale du groupe Véolia, et ce, jusqu’en novembre 2019. L’unité d’incinération a été mise en service en 1996. Les déchets admissibles dans l’installation sont : les ordures ménagères, les déchets d’activités et de soins à risques infectieux (DASRI), les déchets industriels banals et les déchets exceptionnels, assimilables aux ordures ménagères ou aux déchets industriels banals, tels que les archives confidentielles, les pièces à conviction des tribunaux, les saisies des douanes, les contrefaçons... L’établissement comprend notamment les installations suivantes,, :
- un centre de tri des déchets ménagers provenant de la collecte sélective d’une capacité de 100 t/jour soit 22 300 t/an ;
- une zone de stockage des DASRI et des bacs propres de 400 m2 ;
- une unité d’incinération avec récupération d’énergie constituée de deux fours à grilles mobiles (système VOLUND) d’une capacité de 2 fois 7 tonnes/heure à pouvoir calorifique (PCI) 8 400 kJ/kg, soit une capacité annuelle pouvant atteindre 112 000 tonnes.
- une filière de traitement des DASRI par incinération dans l’unité d’incinération précitée (ligne d’injection spécifique des déchets).
- une fosse d’entreposage des déchets d’un volume de 3 750 m3.

La combustion des déchets permet de produire de l’électricité dont une partie est consommée pour les propres besoins de l’installation et le reste revendu à Électricité de France. La puissance thermique nominale de l’installation est de 27 126 kW. L’énergie thermique produite lors de l’incinération des déchets est valorisée sous forme d’énergie électrique par production de vapeur alimentant un turboalternateur de 7 440 kW électrique (puissance nominale).
105 071 tonnes de déchets ont été incinérées en 2011, 108 034 tonnes en 2015.
Une plateforme de maturation des mâchefers (résidus solides issus de l’incinération des déchets ménagers résiduels), installée en 2010 à proximité de l'installation, permet de ne plus recourir à des plateformes extérieures éloignées ou à l’enfouissement. En 2015, les résidus d'incinération des 108 034 tonnes de déchets se composaient de 22 554 tonnes de mâchefers bruts et de 3 262 tonnes de Résidus d'épuration des fumées d'incinération des ordures ménagères (REFIOM) et de cendres.

#### UIOM d'Amilly
La société Novergie Centre Ouest (groupe Suez) a été autorisée par arrêté préfectoral en date du 5 septembre 1991 à exploiter une unité d'incinération d'ordures ménagères et de compostage au lieu dit « le Maupas », sur le territoire de la commune d'Amilly. Les prescriptions applicables à l'établissement ont été ensuite complétées en 1992, 2003, 2004 et 2012.
L'établissement est autorisé à traiter 29 000 tonnes de déchets ménagers et assimilés par an : 23 200 tonnes sont incinérées via le four d’incinération d'une capacité de 2,8 tonnes/heure avec un PCI de référence de 3 480 kWh/t. Il est complété par une unité de compostage comprenant une tour d’hygiénisation dans laquelle se produit l’opération de fermentation du compost et une zone de maturation et de stockage du compost. Un échangeur thermique de 6,2 MW et des utilités associées permettent la valorisation énergétique de la chaleur produite par les fumées. Enfin une alvéole de 160 m2 de tri, transit et regroupement de déchets d’encombrants et de déchets industriels non dangereux assimilables à des déchets industriels banals (DIB) permet une activité de tri dont le tonnage annuel n’excède pas 7 000 tonnes.

#### UIOM de Pithiviers
Le Syndicat Beauce-Gâtinais a été autorisé par arrêté préfectoral du 20 avril 2007 à exploiter une usine d’incinération de déchets ménagers et assimilés sur le territoire de la commune de Pithiviers, route de Bouzonville-en-Beauce. L'exploitation a ensuite été confiée à la société INOVA en mai 2009.
L’établissement est équipé de deux fours à grille d’une capacité unitaire de 4 tonnes/heure permettant ainsi l’incinération de 64 000 tonnes de déchets par an. Les déchets admissibles sur l’installation sont les ordures ménagères et les Déchets industriels banals provenant principalement du département du Loiret et du département limitrophe de la Seine-et-Marne. En 2010, 61 976 tonnes de déchets ont été incinérées sur le site, soit 97 % de la capacité maximale autorisée.

#### UIOM de Gien-Arrabloy
L'UIOM a été mise en service à la fin de l'année 1999. Elle est basée sur un procédé dont deux seuls exemplaires sont implantés en France (Gien et Mulhouse) : Elle comprend deux lignes constituées de fours à lit fluidisé rotatif d'une capacité nominale de 5 t/h chacune et un système de récupération énergétique sous forme d'électricité (turbo-alternateur). Elle a nécessité de nombreux travaux depuis sa mise en service, pour pallier notamment des anomalies de conception et remettre régulièrement en état certains équipements majeurs. Ces travaux et certains incidents techniques ont conduit parfois à l'indisponibilité totale de l'usine. Ce fut en particulier le cas en 2005 lorsque l’incinérateur a dû fermer pour cause de rejets de dioxines beaucoup plus élevés que la norme. Il a pu rouvrir en 2008 en conformité avec la réglementation européenne,.
Le traitement des fumées est assuré par un pré-dépoussiérage par cyclone. Les fumées subissent ensuite un traitement par procédé semi-humide constitué d'une tour de pulvérisation de lait de chaux et d'un dépoussiéreur à manches filtrantes. Elles sont ensuite évacuées à l'atmosphère par une double cheminée de 36 mètres de hauteur. L'usine est dimensionnée, et autorisée, déchets pour réceptionner et traiter 78 000 tonnes/an :
- Déchets ménagers (DM) : 55 000 tonnes/an;
- Déchets industriels banals (DIB) : 15 000 tonnes/an   (assimilables aux DM)
- Déchets hospitaliers : 7 000 tonnes/an
- Boues de station d'épuration : 1 000 tonnes/an   (en matière sèche)

### Stockage et enfouissement
Il existe dans le Loiret trois centres de stockage des déchets non dangereux (CSD) en exploitation permettant leur enfouissement (localisés à Chevilly, Bucy-Saint-Liphard et Saint-Aignan-des-Gués) et deux en post-exploitation (Montereau et Mézières-lez-Cléry).

#### Centres de stockage en exploitation
L'écopôle de Chevilly est ouvert depuis 1982. Sa capacité annuelle de stockage autorisée est de 90 000 tonnes. La surface de stockage restant à exploiter est de 10,4 hectares. Douze collaborateurs (6 personnes pour le stockage, 5 pour le centre de tri et 1 pour le compostage) sont présents sur site.
Le CSD de Bucy-Saint-Liphard est exploité depuis le 11 janvier 2007 par la société SETRAD. En 2015 ont été enfouis 79 686 tonnes de déchets dont 96 % sont des déchets industriels banals (DIB), en baisse de 8 % par rapport à 2014. 69 % des déchets proviennent du département du Loiret, 30 % du département d'Eure-et-Loir et 1 % du département de Loir-et-Cher.
Le CSD de Saint-Aignan-des-Gués est exploité, par délégation de service public du SYCTOM des régions de Gien et de Châteauneuf-sur-Loire, par la société TERRALIA depuis le 16 octobre 2015 à la suite de la défaillance de la société ECOVALIS qui exploitait le site depuis 2011. En 2015, 1 171 tonnes de déchets d'amiante ont été admis (l'autorisation préfectorale étant de 2 000 t/an d'amiante) et 18 192 tonnes de déchets ultimes (tout venant des déchetteries + cendres d'unité d'incinération des ordures ménagères + déchets ultimes industriels).

#### Centres de stockage en post-exploitation
Le centre de stockage de Montereau a été exploité entre 1979 et 2007. Différents dispositifs ont été installés pour permettre la post-exploitation et le suivi à long terme tant pour la gestion du biogaz (45 puits de captage installés), la gestion des lixiviats (pompage dans des puis dédiés et trois bassins de décantation pour une évacuation vers la station d'épuration de Chalette-sur-Loing et la surveillance de la qualité des eaux.
Le centre de stockage de Mézières-lez-Cléry est en post-exploitation depuis 2004. À la suite d'un premier bilan quinquennal, des prscriptions ont été imposées en 2012 pour un suivi trentenaire. De nouvelles dispositions ont été prescrites en 2015. Le site est pourvu d'équipements fixes (pont bascule, portail de détection radioactivité et de deux bungalows), d'équipements de traitement (chargeuse, tracteur, deux bassins pour les lixiviats, une torchère pour le brûlage du biogaz) et d'équipements de suivi des eaux souterraines (huit piézomètres).

## Déchets du BTP
La loi Grenelle II du 12 juillet 2010 [Article L541-14-1 du code de l’environnement] rend les plans de prévention et de gestion des déchets du BTP obligatoires et en confie l'élaboration aux conseils généraux. Chaque département doit être couvert par un plan départemental ou interdépartemental de gestion des déchets issus de chantiers du bâtiment et des travaux publics. Le décret du 11 juillet 2011 prévoit les dispositions sur le contenu, l’élaboration, le suivi et l’évaluation de ces nouveaux plans dont la création est un engagement du Grenelle de l’environnement. Dans ce cadre le département du Loiret confie en 2013 à la cellule économique régionale du bâtiment et des travaux publics du Centre, créée en 1992, la réalisation d'un diagnostic sur les filières de gestion et de recyclage des déchets issus du bâtiment et des travaux publics dans de département du Loiret. Ce diagnostic est publié en juillet 2015. La démarche départementale ne va toutefois pas au-delà du diagnostic car la loi du 7 août 2015 portant sur la nouvelle organisation territoriale de la République, dite loi NOTRe, modifie profondément les articles L541-13 à L541-15 du Code de l'environnement relatifs à la planification et à la gestion des déchets en confiant cette compétence aux seuls conseils régionaux et en créant un plan régional de prévention et de gestion des déchets unique (qui se substitue aux trois types de plans existants précédemment). Il prendra en compte les déchets de toute nature : dangereux, non dangereux, ainsi que les déchets du BTP.
L'activité du BTP sur le département a généré 2 417 milliers de tonnes de déchets en 2013, dont 90,7 % proviennent des chantiers de Travaux publics. Les déchets non réemployés sur chantiers (1 591 000 tonnes) sont traités sont dans des installations spécialisées dans le traitement des déchets du BTP du département (80 %), soit dans des installations non spécialisées du département (4 %), soit hors département (16 %). Parallèlement, les installations spécialisées du Loiret traitent 81 000 tonnes de déchets du BTP provenant d'autres départements.

## Déchets dangereux

### Déchets dangereux hors activités de soins

#### Provenance
Parmi les déchets dangereux (hors déchets d’activités de soins), on distingue les déchets issus des principaux producteurs, les déchets diffus et les cas particuliers.
Les déchets des principaux producteurs constitués d’installations classées produisant plus de
10 tonnes de déchets dangereux par an. 244 établissements de ce type existent en 2005 en région Centre-Val de Loire. 58 % proviennent du département du Loiret qui apparaît comme le principal producteur. Orléans est effectivement la capitale géographique de la région, où se concentrent principalement les activités industrielles et de service. Les activités concernées sont principalement la chimie, différents procédés thermiques, le traitement des eaux et des déchets, les traitements de surface, les déchets municipaux, etc. En 2005, les cinq principaux producteurs dans le Loiret sont les suivants.
| nom producteur                           | commune                  | activité                                                     | quantités produites (2005) en tonnes |
| ---------------------------------------- | ------------------------ | ------------------------------------------------------------ | ------------------------------------ |
| ISOCHEM SA                               | Pithiviers               | chimie                                                       | 13 268                               |
| SIFA Technologies                        | Orléans                  | fonderie                                                     | 12 040                               |
| Société Traitements chimiques des métaux | Bazoches-les-Gallerandes | recyclage de batteries                                       | 11 456                               |
| Sanofi Winthrop Industrie                | Amilly                   | chimie pharmaceutique                                        | 11 000                               |
| Loiret Affinage                          | Fontenay-sur-Loing       | Production, transformation et négoce d'aluminium et alliages | 4 494                                |

Les déchets dits diffus correspondent aux déchets dangereux produits en très petite quantité par une multitude de producteurs, parfois très variés : il peut s’agir d’activités artisanales, agricoles ou commerciales, mais aussi des collectivités, des établissements d’enseignement, des particuliers… Même si les volumes concernés sont faibles, ces déchets présentent un niveau de dangerosité élevé s’ils suivent des filières inadaptées, induisant ainsi des risques importants pour les personnes et pour l’environnement.
Les cas particuliers regroupent les terres polluées (très peu dans le Loiret), les déchets d’équipements électriques et électroniques et les véhicules hors d’usage.

### Déchets dangereux d'activités de soins
Le terme déchets d’activités de soins (DAS) est associé aux « déchets issus des activités de diagnostic, de suivi et de traitement préventif, curatif ou palliatif, dans les domaines de la médecine humaine et vétérinaire ». Les déchets d’activités de soin potentiellement dangereux correspondent à la fois à des déchets d'activités de soins à risques infectieux, à risques chimiques et toxiques ou à risques radioactifs. Sont considérés comme déchets d'activités de soins à risques infectieux (DASRI) les DAS qui :
- « Soit présentent un risque infectieux du fait qu’ils contiennent des microorganismes viables ou leurs toxines, dont on sait ou dont on a de bonnes raisons de croire qu’en raison de leur nature, de leur quantité ou de leur métabolisme, ils causent la maladie chez l’homme ou chez d’autres organismes vivants ;
- « soit, même en l’absence de risques infectieux, relèvent de l’une des catégories suivantes :
  - matériels et matériaux piquants ou coupants destinés à l’abandon, qu’ils aient été ou non en contact avec un produit biologique,
  - produits sanguins à usage thérapeutique incomplètement utilisés ou arrivés à péremption,
  - déchets anatomiques humains, correspondant à des fragments humains non aisément identifiables. »

#### Provenance
Les DAS sont générés par différents profils de producteurs :
- les établissements de santé publics et privés (hôpitaux et cliniques),
- des centres de soins intermédiaires : laboratoires de biologie médicale, centres d’hémodialyse, centres de transfusion sanguine…
- les professionnels de santé libéraux : médecins, infirmiers, vétérinaires…
- des professionnels non médicaux : tatoueurs, éleveurs…
- les patients en auto traitement.

Le plan régional d’élimination des déchets dangereux de la région Centre-Val de Loire établi en décembre 2009 évalue à 3 732 tonnes par an le gisement global de DASRI dans la région, dont 35 % produits dans le Loiret.

#### Collecte
Les DASRI produits sont collectés par des professionnels et sont, soit regroupés sur des plates-formes de transit, soit directement transférés vers des unités de traitement.
Concernant les patients qui sont traités à domicile, une filière spécifique de collecte et de traitement de ces déchets a été mise en place afin de prévenir le risque sanitaire associé à la manipulation des déchets d’activités de soins à risques infectieux perforants (« DASRI perforants », aiguilles, seringues, lancettes, stylos, cathéters…). Depuis le 1er novembre 2011, la distribution gratuite de mini-collecteurs (boîtes jaunes) pour les DASRI perforants à destination de ces patients se met en place dans les pharmacies d’officine et les pharmacies des hôpitaux,.

#### Traitement
- 2013 : 2 500 t
- 2014 : 2 704 t
- 2015 : 2 802 t
Réglementairement, deux filières d’élimination des DASRI sont autorisées en France :
- l’incinération : en co-incinération dans les unités d’incinération pour les ordures ménagères spécifiquement agréées ou dans des unités spécifiques aux déchets dangereux,
- le prétraitement par désinfection : procédé visant à modifier l'apparence des déchets et à réduire leur contamination micro biologique, qui repose sur différentes techniques physiques (micro-onde), chimiques ou thermiques. Les broyats sont alors considérés comme des DAOM et sont traités comme tels (ils ne peuvent être mélangés pour les filières de compostage).

D’après la DRASS, en région Centre-Val de Loire, les déchets de soins sont détruits très majoritairement dans les incinérateurs de la région (92 % des producteurs). La totalité des DAS à caractère dangereux produits en région Centre-Val de Loire sont éliminés en Île-de-France, dans l’unité de SARP à Limay. 67 % des DAS suivent une filière de traitement physico-chimique et 33 % sont incinérés.

### Déchets explosifs
Le terme explosif, désigne notamment les armes de guerre (bombes) mais aussi les différents matériaux utilisés dans la pyrotechnie. Les déchets explosifs font l’objet d’une procédure de reprise entièrement gérée par les services chargés de la protection de la population, et en particulier par les démineurs de la Direction de la Défense et de la Sécurité Civile (DDSC). La collecte des déchets est une opération pyrotechnique qui ne peut être réalisée que par des opérateurs avertis. En cas de doute sur un objet, il est indispensable de traiter celui-ci comme s’il était actif.